# جورج جيمس بورتش
جورج جيمس بورتش (بالألمانية: George James Burch) (و. 1852 – 1914 م) هو فيزيائي، وأستاذ جامعي من المملكة المتحدة . وكان عضواً في الجمعية الملكية .
توفي في أكسفورد ، عن عمر يناهز 62 عاماً.